# Revilla Vallejera
Revilla Vallejera è un comune spagnolo di 115 abitanti situato nella comunità autonoma di Castiglia e León.